# Harald Brattbakk
Harald Martin Brattbakk (ur. 1 lutego 1971 w Trondheim) – piłkarz norweski grający na pozycji napastnika. W reprezentacji Norwegii rozegrał 17 meczów i strzelił 5 goli.

## Kariera klubowa
Karierę piłkarską Brattbakk rozpoczął w klubie Kolstad IL z Trondheim. W 1990 roku odszedł z niego do Rosenborga Trondheim. W tamtym roku zadebiutował w pierwszej lidze norweskiej. W debiutanckim sezonie wywalczył z Rosenborgiem mistrzostwo Norwegii oraz zdobył Puchar Norwegii. Natomiast w 1991 roku został wicemistrzem kraju. W 1992 roku przeszedł do FK Bodø/Glimt i wywalczył z nim awans z drugiej do pierwszej ligi. W Bodø/Glimt grał także w 1993 roku.
W 1994 roku Brattbakk wrócił do Rosenborga i w tym przypadku stał się już podstawowym zawodnikiem zespołu. W 1994 roku z 17 golami został po raz pierwszy w karierze królem strzelców Tippeligaen. Wywalczył też tytuł mistrza kraju. W latach 1995–1997 także zostawał mistrzem Norwegii. W 1995 i 1996 roku wywalczył dwa kolejne tytuły króla strzelców ligi - strzelił odpowiednio 26 i 28 goli w tamtych sezonach. Wraz z Rosenborgiem zdobył też krajowy puchar w 1995 roku.
W grudniu 1997 roku Brattbakk podpisał kontrakt ze szkockim Celtikiem. W szkockiej Premier League zadebiutował 13 grudnia 1997 w wygranym 1:0 domowym spotkaniu z Heart of Midlothian. W sezonie 1997/1998 strzelił 7 goli, w tym 4 w wygranym 4:0 meczu z Kilmarnockiem. Celtic wywalczył wówczas tytuł mistrza Szkocji. W Celtiku grał do końca 1999 roku.
Na początku 2000 roku Brattbakk przeszedł z Celtiku do duńskiego FC København. W sezonie 2000/2001 został z tym klubem mistrzem Danii. W København grał przez cały 2000 roku i strzelił w tym klubie 14 goli.
W 2001 roku Brattbakk wrócił do Norwegii, do Rosenborga. W latach 2001–2004 czterokrotnie z rzędu zostawał mistrzem Norwegii. W 2002 i 2003 roku po raz czwarty i piąty w karierze został najlepszym strzelcem ligi (dwukrotnie strzelił w nich po 17 goli). W połowie 2005 roku odszedł z Rosenborga do FK Bodø/Glimt, w którym zakończył karierę piłkarską.
| Sezon   | Klub          | Kraj     | Rozgrywki      | Mecze | Bramki |
| ------- | ------------- | -------- | -------------- | ----- | ------ |
| 1989    | Kolstad IL    | Norwegia | III. liga      | ?     | ?      |
| 1990    | Rosenborg BK  | Norwegia | Tippeligaen    | 3     | 0      |
| 1991    | Rosenborg BK  | Norwegia | Tippeligaen    | 11    | 1      |
| 1992    | FK Bodø/Glimt | Norwegia | Adeccoligaen   | ?     | ?      |
| 1993    | FK Bodø/Glimt | Norwegia | Tippeligaen    | 22    | 10     |
| 1994    | Rosenborg BK  | Norwegia | Tippeligaen    | 22    | 17     |
| 1995    | Rosenborg BK  | Norwegia | Tippeligaen    | 26    | 26     |
| 1996    | Rosenborg BK  | Norwegia | Tippeligaen    | 26    | 28     |
| 1997    | Rosenborg BK  | Norwegia | Tippeligaen    | 26    | 23     |
| 1997/98 | Celtic F.C.   | Szkocja  | Premier League | 18    | 7      |
| 1998/99 | Celtic F.C.   | Szkocja  | Premier League | 24    | 5      |
| 1999/00 | Celtic F.C.   | Szkocja  | Premier League | 2     | 0      |
| 1999/00 | FC København  | Dania    | Superligaen    | 14    | 7      |
| 2000/01 | FC København  | Dania    | Superligaen    | 17    | 7      |
| 2001    | Rosenborg BK  | Norwegia | Tippeligaen    | 25    | 14     |
| 2002    | Rosenborg BK  | Norwegia | Tippeligaen    | 25    | 17     |
| 2003    | Rosenborg BK  | Norwegia | Tippeligaen    | 25    | 17     |
| 2004    | Rosenborg BK  | Norwegia | Tippeligaen    | 25    | 4      |
| 2005    | Rosenborg BK  | Norwegia | Tippeligaen    | 9     | 2      |
| 2005    | FK Bodø/Glimt | Norwegia | Tippeligaen    | 9     | 2      |

## Kariera reprezentacyjna
W reprezentacji Norwegii Brattbakk zadebiutował 6 lutego 1995 roku w wygranym 7:0 towarzyskim spotkaniu z Estonią. W debiucie strzelił 2 gole. W swojej karierze grał także m.in. w eliminacjach do Euro 96 i Euro 2004. Od 1995 do 2004 roku rozegrał w kadrze narodowej 17 meczów i strzelił 5 goli.
| Mecze i gole w reprezentacji | Mecze i gole w reprezentacji | Mecze i gole w reprezentacji | Mecze i gole w reprezentacji | Mecze i gole w reprezentacji | Mecze i gole w reprezentacji | Mecze i gole w reprezentacji |
| #                            | Data                         | Stadion                      | Rywal                        | Wynik                        | Gol                          | Rozgrywki                    |
| 1995                         | 1995                         | 1995                         | 1995                         | 1995                         | 1995                         | 1995                         |
| ---------------------------- | ---------------------------- | ---------------------------- | ---------------------------- | ---------------------------- | ---------------------------- | ---------------------------- |
| 1.                           | 06.02.1995                   | Larnaka, Cypr                | Estonia                      | 7:0                          | 2                            | towarzyski                   |
| 2.                           | 08.02.1995                   | Nikozja, Cypr                | Cypr                         | 2:0                          | 0                            | towarzyski                   |
| 3.                           | 26.04.1995                   | Oslo, Norwegia               | Luksemburg                   | 5:0                          | 1                            | el. ME 1996                  |
| 4.                           | 25.05.1995                   | Oslo, Norwegia               | Ghana                        | 3:2                          | 0                            | towarzyski                   |
| 5.                           | 07.06.1995                   | Oslo, Norwegia               | Malta                        | 2:0                          | 0                            | el. ME 1996                  |
| 6.                           | 16.08.1995                   | Oslo, Norwegia               | Czechy                       | 1:1                          | 0                            | el. ME 1996                  |
| 7.                           | 06.09.1995                   | Praga, Czechy                | Czechy                       | 0:2                          | 0                            | el. ME 1996                  |
| 8.                           | 11.10.1995                   | Oslo, Norwegia               | Anglia                       | 0:0                          | 0                            | towarzyski                   |
| 1998                         |                              |                              |                              |                              |                              |                              |
| 9.                           | 19.08.1998                   | Oslo, Norwegia               | Rumunia                      | 0:0                          | 0                            | towarzyski                   |
| 2002                         |                              |                              |                              |                              |                              |                              |
| 10.                          | 27.03.2002                   | Tunis, Tunezja               | Tunezja                      | 0:0                          | 0                            | towarzyski                   |
| 2003                         |                              |                              |                              |                              |                              |                              |
| 11.                          | 10.09.2003                   | Oslo, Norwegia               | Portugalia                   | 0:1                          | 0                            | towarzyski                   |
| 12.                          | 11.10.2003                   | Oslo, Norwegia               | Luksemburg                   | 1:0                          | 0                            | el. ME 2004                  |
| 13.                          | 15.11.2003                   | Walencja, Hiszpania          | Hiszpania                    | 1:2                          | 0                            | el. ME 2004                  |
| 2004                         |                              |                              |                              |                              |                              |                              |
| 14.                          | 22.01.2004                   | Hongkong, Hongkong           | Szwecja                      | 3:0                          | 0                            | towarzyski                   |
| 15.                          | 25.01.2004                   | Hongkong, Hongkong           | Honduras                     | 3:1                          | 1                            | towarzyski                   |
| 16.                          | 28.01.2004                   | Singapur, Singapur           | Singapur                     | 5:2                          | 1                            | towarzyski                   |
| 17.                          | 31.03.2004                   | Belgrad, Serbia              | Serbia                       | 1:0                          | 0                            | towarzyski                   |